# Minta Durfee

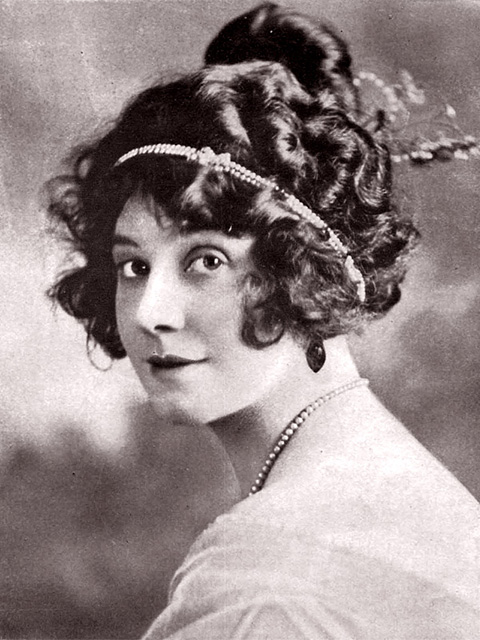
Minta Durfee

Araminta Estelle „Minta“ Durfee (* 1. Oktober 1889 in Los Angeles; † 9. September 1975 in Woodland Hills, Los Angeles) war eine US-amerikanische Schauspielerin der Stummfilmära. In den 1910er Jahren trat sie in zahlreichen Kurzfilmkomödien der Keystone Studios auf. Ab 1926 spielte sie bis 1971 in fast 30 Produktionen mit, in denen sie nie im Abspann erwähnt wurde.

## Leben
Durfee, deren Eltern Charles Warren Durfee und Flora Adkins waren, startete mit siebzehn Jahren ihre Karriere als Theaterschauspielerin. Zuerst arbeitete sie als Revuetänzerin, später erhielt sie bessere Aufträge. In Long Beach lernte sie bei einem gemeinsamen Auftritt in einem Musical den Komiker Roscoe Arbuckle kennen, den sie 1908 heiratete und mit dem sie ab 1913 für Keystone Kurzfilme drehte. Zu ihren größeren Rollen für das Studio gehörten unter anderem die ertappte Hauswirtin in Charlie Chaplins The Star Boarder, die verschleppte Unschuld vom Lande in Arbuckles Leading Lizzie Astray und die trauernde „Witwe“ eines quicklebendigen Ehemannes (Mack Swain) in Ambrose's First Falsehood. Besonders einprägsam war sie auch in Männerkleidung in The Knockout und als exaltierte Bartänzerin in Caught in a Cabaret. 1918 spielte Durfee neben Mabel Normand im Langfilm Mickey, hier hatte sie die Rolle der Elsie Drake. Mit Normand verband sie eine lange Freundschaft.
Seit 1917 lebte Durfee von Arbuckle getrennt. Als der Komiker 1921 in den Hollywood erschütternden Skandal um den Tod des jungen Starlets Virginia Rappe verwickelt wurde, hielt sie zu ihm. Arbuckle wurde nach drei Prozessen freigesprochen, aber seine Karriere war ruiniert. Im Jahr 1925 ließ Durfee sich von ihrem Ehemann endgültig scheiden, pflegte aber weiterhin ein freundschaftliches Verhältnis zu ihm. Später spielte sie Nebenrollen in zahlreichen Filmen, Fernsehproduktionen und Serien. Sie half die Geschichte des Stummfilms und die ihres Ex-Mannes Arbuckle mit aufzuarbeiten. In langen Interviews mit Stuart Oderman trug sie dazu bei, dessen Arbuckle-Biografie authentischer zu gestalten. Durfee starb 1975 in Woodland Hills, einer Vorstadt von Los Angeles, im Motion Picture & Television Country House and Hospital.

## Filmografie (Auswahl)
Alle Filme von 1913–1916 (mit Ausnahme von "Tillies gestörte Romanze") Kurzfilme
- 1913: A Quiet Little Wedding
- 1913: The Janitor
- 1913: Fatty at San Diego
- 1913: Wine
- 1913: A Muddy Romance
- 1913: Fatty Joins the Force
- 1913: Fatty’s Flirtation
- 1913: His Sister’s Kids
- 1914: A Misplaced Foot
- 1914: The Under-Sheriff
- 1914: A Flirt’s Mistake
- 1914: Rebecca’s Wedding Day
- 1914: Wunderbares Leben (Making a Living)
- 1914: Tango Tangle
- 1914: Verrückte Liebe (Cruel, Cruel Love)
- 1914: Hilfe, es ist passiert (The Star Boarder)
- 1914: A Bath House Beauty
- 1914: Mabel at the Wheel
- 1914: Twenty Minutes of Love
- 1914: Caught in a Cabaret
- 1914: A Suspended Ordeal
- 1914: The Water Dog
- 1914: The Alarm
- 1914: The Knockout
- 1914: Fatty and the Heiress
- 1914: Love and Bullets
- 1914: Love and Salt Water
- 1914: The Sky Pirate
- 1914: Those Happy Days
- 1914: The Face on the Barroom Floor
- 1914: Fatty’s Gift
- 1914: Die Maskerade (The Masquerader)
- 1914: A Brand New Hero
- 1914: The Rounders
- 1914: Lover’s Luck
- 1914: Fatty’s Debut
- 1914: Fatty Again
- 1914: Hello, Mabel
- 1914: Zip, the Dodger
- 1914: Lovers’ Post Office
- 1914: An Incompetent Hero
- 1914: Tillies gestörte Romanze (Tillie’s Punctured Romance)
- 1914: Fatty’s Wine Party
- 1914: The Sea Nymphs
- 1914: Leading Lizzie Astray
- 1914: Ambrose’s First Falsehood
- 1914: Fatty’s Magic Pants
- 1914: Fatty and Minnie He–Haw
- 1915: Love, Speed and Thrills
- 1915: Fatty and Mabel at the San Diego Exposition
- 1915: Mabel, Fatty and the Law
- 1915: A Bird’s a Bird
- 1915: Hearts and Planets
- 1915: Fatty’s Reckless Fling
- 1915: Fatty’s Chance Acquaintance
- 1915: That Little Band of Gold
- 1915: Ambrose's Little Hatchet
- 1915: Fatty’s Faithful Fido
- 1915: A One Night Stand
- 1915: Ambrose’s Fury
- 1915: Droppington’s Devilish Deed
- 1915: Droppington’s Family Tree
- 1915: Our Dare–Devil Chief
- 1915: He Wouldn’t Stay Down
- 1915: Court House Crooks
- 1915: Dirty Work in a Laundry
- 1915: Fickle Fatty’s Fall
- 1915: Saved by Wireless
- 1915: Fatty and the Broadway Stars
- 1916: The Great Pearl Tangle
- 1916: Bright Lights
- 1916: His Wife’s Mistakes
- 1916: The Other Man
- 1916: Ambrose’s Cup of Woe
- 1918: The Cabaret
- 1918: Mickey
- 1926: Charleston ist Trumpf! (Skinner’s Dress Suit)
- 1935: Tolle Marietta (Naughty Marietta)
- 1940: The Man with Nine Lives
- 1940: Glamour for Sale
- 1940: Rollin’ Home to Texas
- 1941: Mary und der Millionär (The Devil and Miss Jones)
- 1941: Schlagende Wetter (How Green Was My Valley)
- 1941: The Miracle Kid
- 1942: The Man Who Returned to Life
- 1942: Blondie for Victory
- 1943: The Chance of a Lifetime
- 1945: Eve Knew Her Apples
- 1947: The Son of Rusty
- 1948: My Dog Rusty
- 1954: The Atomic Kid
- 1955: Tyrannische Liebe (Love Me or Leave Me)
- 1955: How to Be Very, Very Popular
- 1955: Über den Dächern von Nizza (To Catch a Thief)
- 1955: Die Barrikaden von San Antone (The Last Command)
- 1955: Schakale der Unterwelt (Illegal)
- 1955: Maler und Mädchen (Artists and Models)
- 1956: Er kam als Fremder (Come Next Spring)
- 1955: Noah’s Ark (Fernsehserie, 1 Folge)
- 1956: In 80 Tagen um die Welt (Around the World in 80 Days)
- 1956: Alles um Anita (Hollywood or Bust)
- 1956: The Great Man
- 1957: The Buster Keaton Story
- 1957: Wo alle Straßen enden (The Wayward Bus)
- 1957: Die große Liebe meines Lebens (An Affair to Remember)
- 1957: Sirene in blond (Will Success Spoil Rock Hunter?)
- 1957: Pal Joey
- 1957: Glut unter der Asche (Peyton Place)
- 1957: Zeugin der Anklage (Witness for the Prosecution)
- 1958: Die Draufgänger von San Fernando (Cole Younger, Gunfighter)
- 1958: Ihr Star: Loretta Young (Letter to Loretta)
- 1958: Die tolle Tante (Auntie Mame)
- 1958–1966: Im wilden Westen (Death Valley Days, Fernsehersie, 2 Folgen)
- 1959: Der Fischer von Galiläa (The Big Fisherman)
- 1960: Wyatt Earp greift ein (The Life and Legend of Wyatt Earp, Fernsehserie, 2 Folgen)
- 1961: The Ann Sothern Show (Fernsehserie, 1 Folge)
- 1961: Die gnadenlosen Vier (Posse from Hell)
- 1961: Die jungen Wilden (The Young Savages)
- 1961–1965: Mister Ed (Fernsehserie, 4 Folgen)
- 1962: Westlich von Santa Fé (The Rifleman)
- 1962: Mein Bruder, ein Lump (All Fall Down)
- 1962: Botschafter der Angst (The Manchurian Candidate)
- 1963: My Six Loves
- 1963: Im Sattel ritt der Tod (Gunfight at Comanche Creek)
- 1963: Eine total, total verrückte Welt (Its’ a Mad Mad Mad Mad World)
- 1964: Goldgräber–Molly (The Unsinkable Molly Brown)
- 1964: Bezwinger des Todes (Fate Is the Hunter)
- 1965: Wie bringt man seine Frau um? (How to Murder Your Wife)
- 1965: Das Narrenschiff (Ship of Fools)
- 1965: Boy meiner Träume (When the Boys Meet the Girl)
- 1966: Dominique – Die singende Nonne (The Singing Nun)
- 1966: Auf der Flucht (The Fugitive, Fernsehserie, 1 Folge)
- 1967: Batman (Fernsehserie, 1 Folge)
- 1967: Caprice
- 1967: Die abenteuerliche Reise ins Zwergenland (The Gnome-Mobile)
- 1968: Die sechs Verdächtigen (The Power)
- 1968: Wie klaut man ein Gemälde? (Never a Dull Moment)
- 1968: Funny Girl
- 1969: Sexualprotz wider Willen (The Love God?)
- 1970: Twen–Police (Fernsehserie, 1 Folge)
- 1970: Savage Intruder
- 1971: Willard
- 1971: Was ist denn bloß mit Helen los? (What’s the Matter with Helen?)
- 1971: The Steagle
- 1972: Portnoys Beschwerden (Portnoy’s Complaint)